# Drachenbronn-Birlenbach
Drachenbronn-Birlenbach ist eine französische Gemeinde mit 591 Einwohnern (Stand 1. Januar 2021) an der Ostseite der Vogesen im Département Bas-Rhin in der Europäischen Gebietskörperschaft Elsass und in der Region Grand Est.

## Geschichte
Die erste schriftliche Erwähnung Drachenbronns stammt aus dem Jahr 1298. Darin werden das Nachbardorf Birlenbach und Drachenbronn dem Herren zu Rappoltstein (heute frz. Ribeaupierre) zugeschrieben. Das Dorf hieß damals Trachenburg, ein Name, der bis zur Kolonisation der Franken im 8. Jahrhundert zurückgeht.
Im Jahr 1554 wurde von den Fleckensteinern in Drachenbronn die Reformation verordnet. Im Jahr 1720 – nach dem Aussterben der Familie von Fleckenstein – ging das Dorf in den Besitz von Goellnitz über, dann, Mitte des 17. Jahrhunderts in den Besitz von Wrede und von Esebeck. Während der Revolution wurde Drachenbronn in den Kreis Soultz sous Forêts eingegliedert.
Im 19. Jahrhundert lebten ungefähr 50 Juden in Drachenbronn, es gab eine kleine Synagoge, ein Fachwerkbau, und eine Mikwe, ein religiöses Bad. Nachdem die Juden am Ende des 19. Jahrhunderts aus den Dörfern in die Städte gezogen waren, löste sich die Gemeinde auf und die Synagoge wurde 1920 an Nachbarn verkauft. Das Gebäude wurde in den 1970er Jahren abgerissen, ein Balken des Fachwerks ist in der Synagoge von Soultz-sous-Forêts ausgestellt.
Bis in die 1920er Jahre war Drachenbronn vor allem wegen seiner Kirschen und seiner Kastanien bekannt. Ab 1929 wurde nordöstlich des Ortes die Ouvrage du Hochwald, ein großes Artilleriewerk der Maginot-Linie, erbaut. Das Werk besteht aus einem System von Stollen und unterirdischen Kampfständen sowie einem Panzergraben. Auf dem Gelände der Gemeinde wurde ein Lager eingerichtet; es wurde später die Militärsiedlung.
Im Zweiten Weltkrieg wurde die Bevölkerung von September 1939 bis September 1940 nach Bessines im Département Haute-Vienne evakuiert.